# Paul Cameron
Paul Cameron, född 9 november 1939 i Pittsburgh, Pennsylvania, är en amerikansk psykolog och sexolog, mest känd för sina skrifter om homosexualitet. Han är ordförande för Family Research Institute (FRI), som uppger sig uteslutande arbeta med att ta fram studier om hiv/aids, homosexualitet och drogmissbruk. FRI har dock en rad starka kritiker, såväl bland etablerade forskare som inom den amerikanska vänstern, som anklagar organisationen för att systematiskt "missbruka" forskningsresultat i syfte att smutskasta homosexuella.

## Biografi
Cameron är född i Pennsylvania och uppvuxen i Florida. Han avlade doktorsexamen (PhD) vid University of Colorado 1966. På 1960- och 1970-talet forskade han bland annat om husdjurens betydelse för människan. Han var en av de första som uppmärksammade riskerna med passiv rökning. Han har en son, Kirk Cameron som tillsammans med sin far arbetar på Family Research Institute.

## Camerons arbete kring och syn på homosexualitet
Paul Cameron är motståndare till teorier om att homosexualitet skulle ha någon form av medfödda eller ärftliga orsaker. Homosexualitet har enligt Cameron mer karaktären av en ovana. I en artikel i "Family World News" från mars 2002 med titeln "What causes homosexual desire and can it be changed?" förklarar han närmare:
| ” | De flesta som ägnar sig åt homosexualitet tar enligt FRI:s analys upp dessa sexuella aktiviteter och rebelliska attityder som en följd av tre typer av erfarenheter: - direkt rekrytering till homosexualitet genom förförelse eller övergrepp (särskilt av minderårig). - indirekt rekrytering via kulturella institutioner (till exempel skolor, media, kyrkor) som predikar att "homosexualitet är ytterligare ett sätt att nå självförverkligande och personlig tillfredsställelse". - kontakt med homosexuella i form av vänner, bekanta eller familjemedlemmar. Vi hävdar att just dessa mekanismer också ligger bakom de flesta som börjar röka, missbruka narkotika eller andra vanliga "dåliga vanor". | „ |

Cameron menar att homofrågan är avgörande för civilisationens öde. Han hävdar att homosexuella lever "parasitiska liv", eftersom de kostar mer och bidrar mindre till samhällets goda enligt honom. I Family Research Institutes (FRI) manifest Stop Gay Rights argumenterar han för att homosexualitet skall kriminaliseras. Analsex ska kunna ge 1–5 års fängelse eller böter på 2 000 dollar vid varje tillfälle. Han vill förbjuda skolor att anställa homosexuella.
Han har påstått att homosexuellt sex är farligt och oemotståndligt, då det (enligt honom) är njutningsmässigt bättre än heterosexuellt sex, som han säger tenderar att vara tråkigt i gifta förhållanden i en intervju.
Han har även sagt på 1985 "Conservative Political Action Conference."
| ” | Såvida vi inte lyckas medicinskt, om tre eller fyra år, så kommer en av de möjligheter vi diskuterar, att vara utrotning av de homosexuella. | „ |

Enligt förra Surgeon General C. Everett Koop förespråkade Cameron "utrotningsalternativet" redan 1983
Åtminstone två gånger har Cameron förespråkat tatuering av AIDS-patienters ansikten, så att människor skall veta när de möter en smittad person. Straffet för att försöka dölja tatueringen skulle vara deportering till en före detta spetälskekoloni på ön Molokai i Hawaii.
Om man skulle lyckas framställa ett vaccin/bot mot HIV, menar Cameron att homosexuella skall kastreras för att undvika att de begår "brott mot naturen".
Ytterst få av Camerons påståenden om homosexuella har publicerats av tidskrifter med kollegial granskning, det vill säga efter vetenskaplig granskning och godkännande. Istället är flera i "pay to publish"-tidskrifter, där skribenten själv betalar en avgift per sida för att få det publicerat, och kontroll bara sker över att ämnet är i journalens område, inte om det är korrekt eller ej. 2006 blev dock studien “Children of Homosexuals And Transsexuals More Apt To Be Homosexual” publicerad i majnumret av Journal of Biosocial Science som ges ut av Cambridge University Press.
Han kritiserades dessutom av författaren till delar av källmaterialet för att citerats ur sammanhang.
.
Paul Cameron blev utesluten ur det amerikanska psykologförbundet American Psychological Association (APA) 1982 på grund av bristande yrkesetik. Cameron hävdar han att innan dess hade frivilligt utträtt ur organisationen. APA säger dock att de som många organisationer inte tillåter personer att utträda under pågående undersökning (eftersom medvetet skyldiga annars skulle kunna sluta innan de blir uteslutna). 

Det amerikanska sociologförbundet American Sociological Association antog 1986 en motion i vilken man tar avstånd från Cameron, och slår fast att han "ständigt ger en missvisande bild av sociologisk forskning".
Likaså har Nebraska Psychological Association (19 October, 1984), American Sociological Association (ASA) (1984), och Canadian Psychological Association (Augusti 1996) tagit avstånd från honom och hans metoder.